# 2019年シンガポールグランプリ
2019年シンガポールグランプリ (2019 Singapore Grand Prix) は、2019年のF1世界選手権第15戦として、2019年9月22日にシンガポール市街地コースで開催された。
正式名称は「Formula 1 Singapore Airlines Singapore Grand Prix 2019」。

## レース前
タイヤ
本レースでピレリが用意するドライタイヤのコンパウンドは、ハード（白）：C3、ミディアム（黄）：C4、ソフト（赤）：C5の柔らかめな組み合わせ。
サーキット
- 近隣国インドネシアの森林火災や、プランテーションの野焼きなどのせいで発生したスモッグがシンガポールを覆い、9月15日に国家環境庁は「本日午後、シンガポールにおいてヘイズによる大気汚染レベルの悪化が見られた」と声明。レース主催者は状況を監視し、ヘイズの状況が著しく悪化した場合の緊急時対応策を立てる。
- FIAはオーバーテイクの増加を狙い、DRSゾーンをターン13-14に追加し、従来の2ヶ所（ホームストレートとターン5-7）から3ヶ所とする。

2020年シーズンの動向
- ハースは、ロマン・グロージャンとケビン・マグヌッセンのラインナップを2020年も継続することを発表。両者のコンビは4年連続となる。
- ロバート・クビサは、9月19日の前日会見で本年をもってウィリアムズから離脱することを発表した。

パワーユニット(PU)
ウィリアムズは、メルセデスとのPU供給契約を2025年まで延長。

## エントリー
レギュラーシートは前戦イタリアGPから変更なし。金曜午前のFP1のみ出走するドライバーはなし。
本年からハースのタイトルスポンサーとなっていたリッチ・エナジーがスポンサーの終了を発表し、同社のイメージカラーであった黒と金のカラーリングは維持されたが、スポンサーロゴは削除された。

## フリー走行
FP1（金曜午前）
新型のフロントノーズを持ち込んだフェラーリ勢が序盤から積極的に周回を重ね、シャルル・ルクレールがミディアムタイヤで最速タイムを出したが、すぐにマックス・フェルスタッペンとバルテリ・ボッタスがソフトタイヤでルクレールを上回った。開始から30分を迎えるところでルイス・ハミルトンが1分42秒台の最速タイムを出してからラップタイムは向上していき、メルセデス勢はハードタイヤでも1分41秒台のベストタイムを更新する。フェラーリとレッドブルはソフトタイヤを投入してフェルスタッペンとセバスチャン・ベッテルは1分40秒台を出したが、ルクレールはギアボックスのトラブルが発生してスローダウンした。残り30分を切ったところでフェルスタッペンが1分40秒259のトップタイムを出した。残り26分にハードタイヤを履いたボッタスがターン19でクラッシュし、10分間の赤旗中断となる。再開後は多くのマシンが中古のタイヤで周回を重ね、フェルスタッペンがトップタイムのままセッションは終了した。アルファロメオはピットの停電でテレメトリーが使えず、セッションのほとんどを走行できなかった。セッション終了後、ハミルトンのマシンに搭載される予定だった燃料の温度が気温（32℃）より11℃下回っていることが判明。レギュレーションでは気温より10℃以上下げてはならないため違反となり、メルセデスに5000ユーロ（約60万円）の罰金を科した。
FP2（金曜午後）
ルクレールはギアボックスを交換（ペナルティなし）、ボッタスのマシンも修復されてセッションに参加することができた。上位勢はハミルトンが1分40秒685のトップタイムを出し、フェルスタッペンがハードタイヤで1分40秒694でハミルトンに肉薄するが、ハミルトンはすぐに1分39秒991を出して自己ベストを更新した。ハードタイヤで走行していたアレクサンダー・アルボンがターン10でコースを飛び出し、バリアに接触してフロントウイングを壊した。セッション後半を迎え、各チームは予選を想定してソフトタイヤへと履き替え、アルボンが1分39秒943でハミルトンのタイムを上回り、続いてフェルスタッペンがアルボンより1秒近く速い1分38秒957でトップに立ったが、すぐにハミルトンが1分38秒773でトップタイムを塗り替えた。ピットロード入口があるターン22の手前で、セルジオ・ペレス（レーシング・ポイント）がケビン・マグヌッセン（ハース）を壁際に追いやり、マグヌッセンのマシンがウォールに軽くヒットするアクシデントがあり、ペレスに戒告処分が科された。ペレスは「マグヌッセンが紳士協定を破った」と不満を漏らし、マグヌッセンは紳士協定を認めつつも「彼はラインから外れていたんだ。だから僕はアタックに向かったんだ」と反論した。セッション終盤は決勝を想定して各車ロングラン走行を行い、ハミルトンがトップタイムのままセッションは終了した。
FP3（土曜午前）
まずメルセデス勢がミディアムタイヤで1分40秒台のトップタイムを出し、ルクレールが1分39秒台に入りトップタイムを更新。40分を経過したところで、ダニール・クビアト（トロ・ロッソ）のマシンから白煙が上がりピットへ戻る。原因は前戦イタリアGPの決勝でも発生したオイル漏れであった。セッション中盤にペレスがターン21で外側のウォールに接触し、ホイールが割れてリムが脱落し、コース上に転がってしまったためバーチャルセーフティカー(VSC)が出され、その後5分間の赤旗中断となった。残り20分から各車が2セット目のソフトタイヤでタイムアタックを始め、ボッタスとフェルスタッペンが1分39秒台を出す中、ルクレールが1分38秒192のトップタイムを更新した。ハミルトンはピットロードを出た直後にスピンを喫するというハプニングもあったが、1分38秒399で2番手に飛び込んだ。ベッテルも1分38秒811で3番手となった。

## 予選
2019年9月21日 21:00 SST(UTC+8)
シャルル・ルクレールがベルギーGP、イタリアGPとはコース特性が異なるシンガポールでも速さを見せ、3戦連続のポールポジションを獲得した。チームメイトのセバスチャン・ベッテルはQ3最初のアタックでトップタイムを出したが、最終アタックで失敗してタイムを更新できず、ルイス・ハミルトンがその間隙を縫ってベッテルを上回り2番手を獲得し、フェラーリ勢のフロントロー独占を阻止した。以下上位勢はマックス・フェルスタッペン、バルテリ・ボッタス、アレクサンダー・アルボンの順で、マクラーレンとルノーのルノーPU勢が7-10番手を占めたが、ダニエル・リカルドはQ1でMGU-Kがパワーフロー（電力潮流）の制限を超えていたため失格となり、最後尾グリッドからスタートする。FP3でシャシー側のオイル漏れが起きたダニール・クビアトはPUを交換して予選に臨んだがQ1で敗退した。なお、過去に使用したPUへの交換であるため、ペナルティ対象にはならない。
ダニエル・リカルド（ルノー）は予選でMGU-Kの規定違反により予選失格となり、最後尾グリッドからのスタートを義務づけられた。これを受けてリカルドはMGU-KとCEを新品に交換して今季4基目を投入した。FP3のクラッシュでギヤボックスを交換したセルジオ・ペレス（レーシングポイント）も5グリッド降格ペナルティを受け15番グリッドからのスタートとなった。

### 結果
| 順位                | No. | ドライバー                   | コンストラクター                   | Q1       | Q2       | Q3       | Grid |
| ------------------- | --- | ---------------------------- | ---------------------------------- | -------- | -------- | -------- | ---- |
| 1                   | 16  | シャルル・ルクレール         | フェラーリ                         | 1:38.014 | 1:36.650 | 1:36.217 | 1    |
| 2                   | 44  | ルイス・ハミルトン           | メルセデス                         | 1:37.565 | 1:36.933 | 1:36.408 | 2    |
| 3                   | 5   | セバスチャン・ベッテル       | フェラーリ                         | 1:38.374 | 1:36.720 | 1:36.437 | 3    |
| 4                   | 33  | マックス・フェルスタッペン   | レッドブル-ホンダ                  | 1:38.540 | 1:37.089 | 1:36.813 | 4    |
| 5                   | 77  | バルテリ・ボッタス           | メルセデス                         | 1:37.317 | 1:37.142 | 1:37.146 | 5    |
| 6                   | 23  | アレクサンダー・アルボン     | レッドブル-ホンダ                  | 1:39.106 | 1:37.865 | 1:37.411 | 6    |
| 7                   | 55  | カルロス・サインツ           | マクラーレン-ルノー                | 1:38.882 | 1:37.982 | 1:37.818 | 7    |
| 8                   | 27  | ニコ・ヒュルケンベルグ       | ルノー                             | 1:39.001 | 1:38.580 | 1:38.264 | 8    |
| 9                   | 4   | ランド・ノリス               | マクラーレン-ルノー                | 1:38.606 | 1:37.572 | 1:38.329 | 9    |
| 10                  | 11  | セルジオ・ペレス             | レーシング・ポイント-BWTメルセデス | 1:39.909 | 1:38.620 |          | 15 1 |
| 11                  | 99  | アントニオ・ジョヴィナッツィ | アルファロメオ-フェラーリ          | 1:39.272 | 1:38.697 |          | 10   |
| 12                  | 10  | ピエール・ガスリー           | トロ・ロッソ-ホンダ                | 1:39.085 | 1:38.699 |          | 11   |
| 13                  | 7   | キミ・ライコネン             | アルファロメオ-フェラーリ          | 1:39.454 | 1:38.858 |          | 12   |
| 14                  | 20  | ケビン・マグヌッセン         | ハース-フェラーリ                  | 1:39.942 | 1:39.650 |          | 13   |
| 15                  | 26  | ダニール・クビアト           | トロ・ロッソ-ホンダ                | 1:39.957 |          |          | 14   |
| 16                  | 18  | ランス・ストロール           | レーシング・ポイント-BWTメルセデス | 1:39.979 |          |          | 16   |
| 17                  | 8   | ロマン・グロージャン         | ハース-フェラーリ                  | 1:40.277 |          |          | 17   |
| 18                  | 63  | ジョージ・ラッセル           | ウィリアムズ-メルセデス            | 1:40.867 |          |          | 18   |
| 19                  | 88  | ロバート・クビサ             | ウィリアムズ-メルセデス            | 1:41.186 |          |          | 19   |
| 107% time: 1:44.129 |     |                              |                                    |          |          |          |      |
| NC                  | 3   | ダニエル・リカルド           | ルノー                             | 1:39.362 | 1:38.399 | 1:38.095 | 20 2 |
| ソース:             |     |                              |                                    |          |          |          |      |

追記
- ^1 - ペレスは予選前に6戦以内のギアボックス交換を行ったため5グリッド降格[28][29]
- ^2 - リカルドはMGU-Kの違反により失格となり、予選結果から除外された。スチュワードの判断により決勝への出走が許可され、最後尾グリッドからスタートする[24][30][31]。決勝前に年間最大基数を超えるパワーユニット交換（4基目のMGU-K/コントロールエレクトロニクス(CE)）を行い10グリッド降格となったが、最後尾グリッドからのスタートが決定しているため変動なし[32]

## 決勝
2019年9月22日 20:10 SST(UTC+8)
セバスチャン・ベッテルが前年のベルギーGP以来1年ぶりに優勝を果たした。2位はチームメイトのシャルル・ルクレールで、フェラーリは2017年ハンガリーGP以来2年ぶり、GP初開催から初めて1-2フィニッシュを決めた。

### 展開
決勝の気温は30度、路面温度37度というコンディションであった。
オープニングラップで大きな混乱はなく、上位陣はグリッド通りの順位で1周目を終えた。中団以下ではターン1でジョージ・ラッセル（ウイリアムズ）はリカルドとの接触。ターン5でニコ・ヒュルケンベルグ（ルノー）とカルロス・サインツJr.（マクラーレン）が接触が起きた。そのため、各々が緊急ピットイン。それぞれ破損した箇所を交換し、ハードタイヤを履いてコースへ復帰した。
上位勢はルクレール、ハミルトン、ベッテル、フェルスタッペン、バルテリ・ボッタス（メルセデス）、アレクサンダー・アルボン（レッドブル）という順で展開。ただ、タイヤマネジメント重視のペースの影響もあり、この6台が等間隔でペースをコントロールするという展開となり、時折ペースを上げても、ギャップを広げることができないため、膠着状態に陥った。
一方で中団争いは激しく、そのうちリカルドが猛追。10周目のターン14でダニール・クビアト（トロロッソ）を交わし、12番手に浮上。クビアトはその後、レーシングポイントの2台にも交わされ後退した。
そのため、ペースに苦しむクビアトは12周目にピットインし、ハードタイヤに交換。ポジションアップを狙ったが翌13周目にペレスがピットインしてこれをカバーされてしまい、チャンスを逃した。
19周目。上位勢のうち、フェルスタッペンがピットインを決断。それを見たフェラーリは、そのカバーとメルセデス勢のアンダーカット阻止のため、ベッテルに急きょ指示し、ピットインさせた。ともにハードタイヤに交換してコースへ復帰。これが思わぬ展開となる。
翌周にはルクレールとアルボンがピットインしてハードタイヤに交換。これにより、一時的にメルセデスのワンツー体制が形成された。ルクレールはベッテルの前でコースに戻るはずだったが、ベッテルがメルセデスを意識してハイペース走行をした結果、実質的な首位に立つ格好となった。ベッテルは、タイヤ交換直後にはその時点でのファステストラップを記録するなどマージンを稼ぎ始めると共に、ステイアウトしたメルセデス勢とのギャップを一気に縮めていった。
23周目にボッタスがピットイン。辛うじてアルボンの前でコースに復帰することに成功した。一方で、ハミルトンはステイアウトを選択してライバルよりタイヤのアドバンテージを得る戦略を採った。
その後ハミルトンは26周目にピットイン。実質3位のフェルスタッペンの後ろ、実質4位でコースに戻った。一方で、ベッテルはタイヤ交換義務を消化していない中団チームのマシンを交わし、31周目に首位に立った。
36周目、ラッセルとロマン・グロージャン（ハース）がターン8で接触。ラッセルはウォールにクラッシュし、ウイリアムズにとって今季初めてのリタイアとなった。これにより1度目のセーフティカー（SC）が出動。この間にレース序盤にピットインしてハードを最後まで保たせようとしたヒュルケンベルグとクビアトがピットイン、それぞれ新品のミディアムとソフトに履き替えた。レースは41周目に再開。ベッテルはリスタートをうまく決め、首位をキープした。
そんな中、ランス・ストロール（レーシングポイント）がクビアトと接触して緊急ピットインを余儀無くされた。そして43周目にはチームメイトのセルジオ・ペレスがスローダウンしストップ。ペレスのマシンを回収するため、この日2度目のSCが出動した。レース後にオイル漏れが発生し、エンジンを保護するため、リタイアを選択したことが発表された。
レースは48周目、残り14周で再開となった。ベッテル、ルクレール、フェルスタッペン、ハミルトン、ボッタス、アルボンの順は変わらず。7番手にランド・ノリス（マクラーレン）、8番手にはフレッシュなタイヤを履くガスリーが浮上してきた。50周目、ターン1への飛び込みで、キミ・ライコネン（アルファロメオ）とクビアトが接触し、ライコネンがマシンを停めたため、3度目のSC出動となった。レースは残り10周で再開。ここでも上位の順位に変動はなかった。無線で指示されたものの、3連勝を狙うルクレールはベッテルとのギャップを縮めようとするが、ベッテルもファステストラップを立て続けに更新し応戦。ベッテルは結局そのまま逃げ切りトップでチェッカー。昨年のベルギーGP以来、そして今季初の優勝を挙げた。2位にはルクレールが入り、フェラーリは1-2フィニッシュを達成した。
下馬評では、レッドブルかメルセデスが優勝候補と思われていたが、フェラーリが今回導入したアップデートが課題のダウンフォース不足を解消する効果を発揮。マシンの戦闘力向上とレース戦略の成功により2017年ハンガリーGP以来のワンツーフィニッシュ、2008年以来11年ぶりのフェラーリ3連勝を飾ることとなった。対するライバルたちだが、レッドブルはシミュレーターでの作業ミスにより適切なセットアップを見いだせなかったことが敗因であると分析した。

### 結果
| 順位    | No. | ドライバー                   | コンストラクター                   | 周回数 | タイム/リタイア原因 | Grid | Pts. |
| ------- | --- | ---------------------------- | ---------------------------------- | ------ | ------------------- | ---- | ---- |
| 1       | 5   | セバスチャン・ベッテル       | フェラーリ                         | 61     | 1:58:33.667         | 3    | 25   |
| 2       | 16  | シャルル・ルクレール         | フェラーリ                         | 61     | +2.641              | 1    | 18   |
| 3       | 33  | マックス・フェルスタッペン   | レッドブル-ホンダ                  | 61     | +3.821              | 4    | 15   |
| 4       | 44  | ルイス・ハミルトン           | メルセデス                         | 61     | +4.608              | 2    | 12   |
| 5       | 77  | バルテリ・ボッタス           | メルセデス                         | 61     | +6.119              | 5    | 10   |
| 6       | 23  | アレクサンダー・アルボン     | レッドブル-ホンダ                  | 61     | +11.663             | 6    | 8    |
| 7       | 4   | ランド・ノリス               | マクラーレン-ルノー                | 61     | +14.769             | 9    | 6    |
| 8       | 10  | ピエール・ガスリー           | トロ・ロッソ-ホンダ                | 61     | +15.547             | 11   | 4    |
| 9       | 27  | ニコ・ヒュルケンベルグ       | ルノー                             | 61     | +16.718             | 8    | 2    |
| 10      | 99  | アントニオ・ジョヴィナッツィ | アルファロメオ-フェラーリ          | 61     | +17.855             | 10   | 1    |
| 11      | 8   | ロマン・グロージャン         | ハース-フェラーリ                  | 61     | +35.436             | 17   |      |
| 12      | 55  | カルロス・サインツ           | マクラーレン-ルノー                | 61     | +35.974             | 7    |      |
| 13      | 18  | ランス・ストロール           | レーシング・ポイント-BWTメルセデス | 61     | +36.419             | 16   |      |
| 14      | 3   | ダニエル・リカルド           | ルノー                             | 61     | +37.660             | 20   |      |
| 15      | 26  | ダニール・クビアト           | トロ・ロッソ-ホンダ                | 61     | +38.178             | 14   |      |
| 16      | 88  | ロバート・クビサ             | ウィリアムズ-メルセデス            | 61     | +47.024             | 19   |      |
| 17      | 20  | ケビン・マグヌッセン         | ハース-フェラーリ                  | 61     | +1:26.522           | 13   | FL   |
| Ret     | 7   | キミ・ライコネン             | アルファロメオ-フェラーリ          | 49     | 接触                | 12   |      |
| Ret     | 11  | セルジオ・ペレス             | レーシング・ポイント-BWTメルセデス | 42     | オイル漏れ          | 15   |      |
| Ret     | 63  | ジョージ・ラッセル           | ウィリアムズ-メルセデス            | 34     | 接触                | 18   |      |
| ソース: |     |                              |                                    |        |                     |      |      |

ファステストラップ
- ケビン・マグヌッセン - 1:42.301（58周目）

ラップリーダー
- 1-19=ルクレール、20-26=ハミルトン、27-30=ジョヴィナッツィ、31-61=ベッテル

追記
- ^FL - ファステストラップを記録したが、入賞圏外のためポイント対象外

## 第15戦終了時点のランキング
|         | 順位 | ドライバー                 | ポイント |
| ------- | ---- | -------------------------- | -------- |
|         | 1    | ルイス・ハミルトン         | 296      |
|         | 2    | バルテリ・ボッタス         | 231      |
| 1       | 3    | シャルル・ルクレール       | 200      |
| 1       | 4    | マックス・フェルスタッペン | 200      |
|         | 5    | セバスチャン・ベッテル     | 194      |
| ソース: |      |                            |          |

|         | 順位 | コンストラクター    | ポイント |
| ------- | ---- | ------------------- | -------- |
|         | 1    | メルセデス          | 527      |
|         | 2    | フェラーリ          | 394      |
|         | 3    | レッドブル-ホンダ   | 289      |
|         | 4    | マクラーレン-ルノー | 89       |
|         | 5    | ルノー              | 67       |
| ソース: |      |                     |          |

- 注：ドライバー、コンストラクター共にトップ5のみ表示。
- ルクレールとフェルスタッペンは同点で、優勝回数も同数（2回）だが、2位の回数（ルクレール2回、フェルスタッペン1回）でルクレールが上位となる。